# Pandanus distans
Pandanus distans är en enhjärtbladig växtart som beskrevs av William Grant Craib. Pandanus distans ingår i släktet Pandanus och familjen Pandanaceae.
Artens utbredningsområde är Thailand. Inga underarter finns listade.